# Goredi Chancha
Goredi Chancha é uma vila no distrito de Nagaur, no estado indiano de Rajastão.

## Demografia
Segundo o censo de 2001, Goredi Chancha tinha uma população de 9834 habitantes. Os indivíduos do sexo masculino constituem 53% da população e os do sexo feminino 47%. Goredi Chancha tem uma taxa de literacia de 64%, superior à média nacional de 59.5%: a literacia no sexo masculino é de 75% e no sexo feminino é de 51%. Em Goredi Chancha, 16% da população está abaixo dos 6 anos de idade.